# Palazzo Orlandi
Il Palazzo Orlandi, noto anche come Palazzo Dordoni-Cavalli, è un edificio dalle forme neoclassiche, situato in via Roma 56 a Busseto, in provincia di Parma.

## Storia

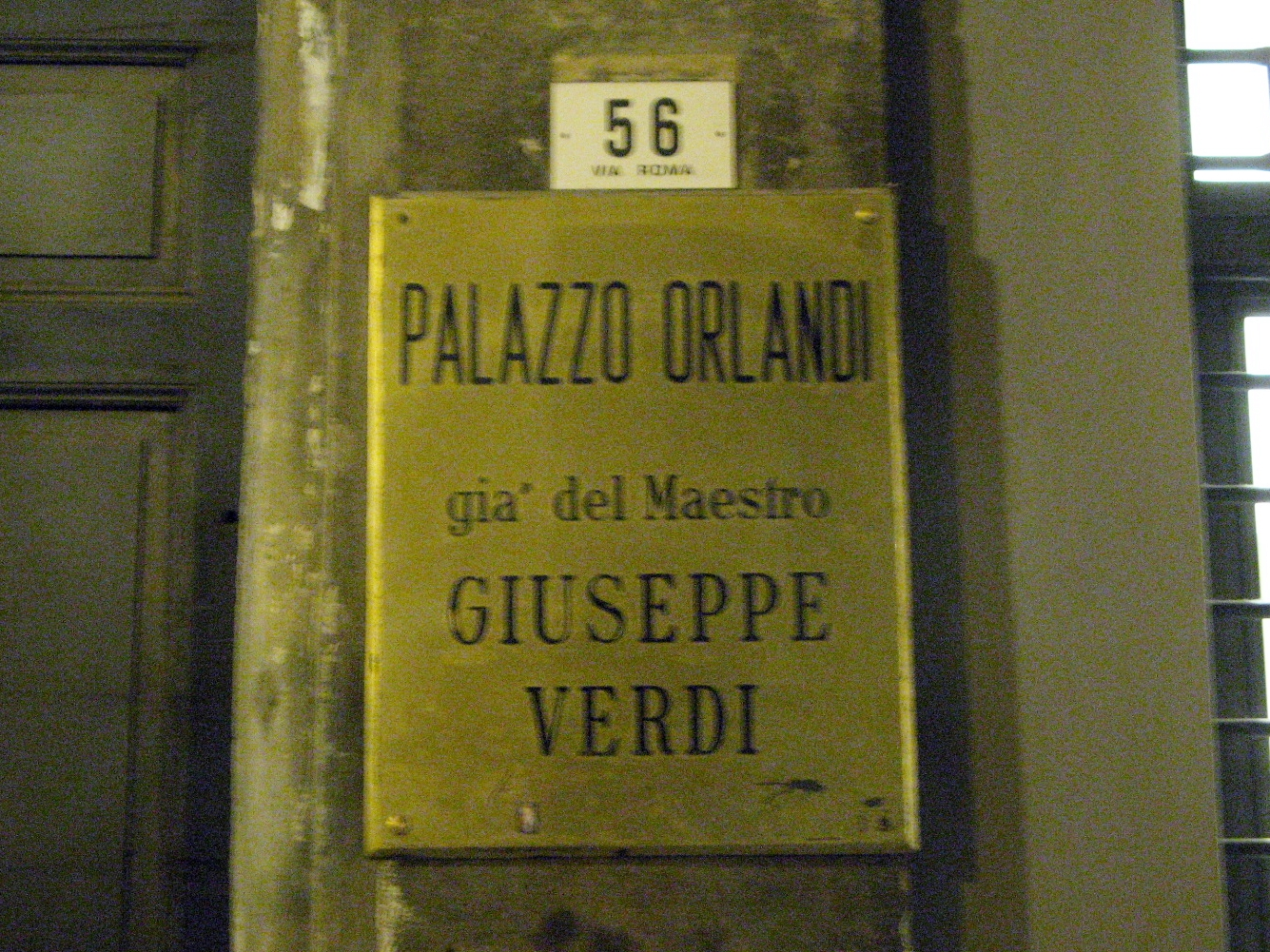
Targa a fianco dell'ingresso

L'originario palazzo agli inizi del XIX secolo fu completamente ristrutturato in stile neoclassico per volere del conte Annibale Dordoni, su progetto dell'architetto e pittore bussetano Giuseppe Cavalli, che innalzò la facciata su via Roma e modificò gli interni, decorando anche il salone.
Pochi anni dopo l'edificio fu venduto ad Antonio Cavalli, figlio del progettista, che lo destinò a suo figlio Contardo, successivamente nominato podestà di Busseto. Il palazzo, all'epoca considerato il più moderno dell'intera cittadina, il 6 ottobre 1845 fu acquistato per la cospicua somma di 22 000 lire di Parma da Giuseppe Verdi, che si rivolse per l'atto notarile al suo avvocato e amico Ercolano Balestra.
Il Maestro vi si trasferì col soprano Giuseppina Strepponi nel 1849; compose fra le sue sale le tre opere Luisa Miller, Stiffelio e Rigoletto, ma a causa dello scandalo suscitato in paese per la convivenza, considerata immorale all'epoca, nel 1851 decise di trasferirsi nella più isolata tenuta di Sant'Agata. Nel 1867 scomparve nel palazzo Carlo Verdi, padre di Giuseppe. Questi vendette nel 1875 l'edificio alla Strepponi, nel frattempo divenuta sua moglie, per la somma di 18 000 lire. Nel 1882 anche la Strepponi decise di cederlo, destinando il ricavato a una pensione perpetua per i poveri di Busseto, a Giulio e Isidoro Sivelli, cugini del Maestro, che si occuparono del restauro globale della struttura, caduta molto in degrado dopo l'abbandono dei Verdi per Sant'Agata.
Nel 1888 il palazzo fu acquistato dalla famiglia Orlandi e tra il 1913 e il 1926 il Maestro Arturo Toscanini fu più volte ospite, lasciandovi vari cimeli, tra cui una bacchetta autografata alla signora Cina Barezzi Orlandi, pronipote di Margherita Barezzi, prima moglie di Giuseppe Verdi.
Nel 1982 il palazzo fu utilizzato quale set durante le riprese dello sceneggiato Verdi, diretto da Renato Castellani.
Alla fine del 2012 gli eredi della famiglia Orlandi decisero di vendere l'edificio, che, ormai bisognoso di significativi restauri, fu acquistato dalla SIAE attraverso il suo fondo immobiliare Norma di Sorgente Group, con l'intenzione di ristrutturarlo e realizzarvi un centro dedicato alla musica, con scuola e residenze.

## Descrizione

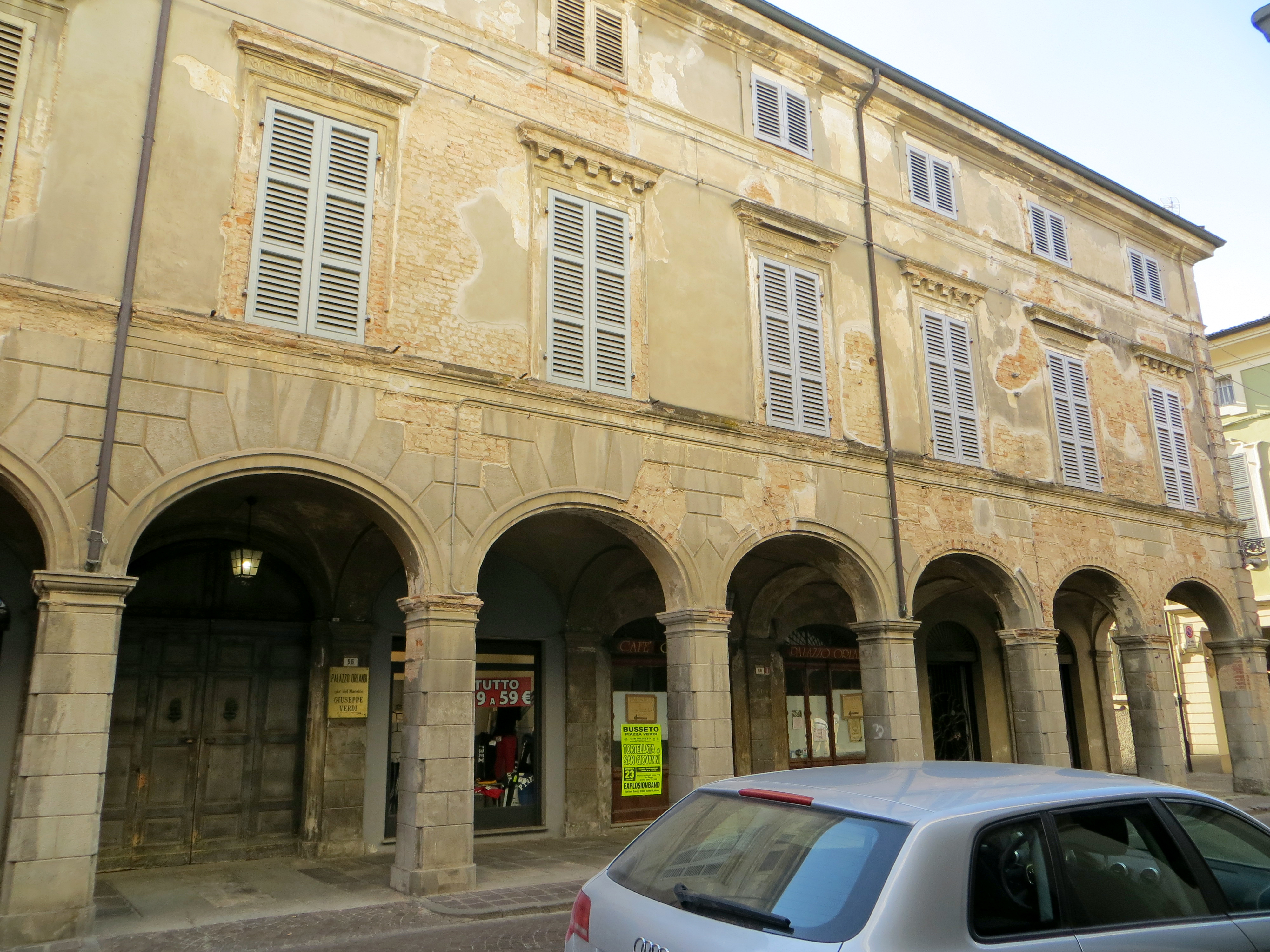
Facciata

Il grande palazzo, a pianta rettangolare, si sviluppa su una superficie complessiva di 2500 m² distribuita su tre piani, ad angolo fra la centrale via Roma e la stretta via Pasini.
La facciata principale si innalza su un elegante porticato di nove arcate a tutto sesto, con rivestimento in finto bugnato sul piano terreno; sopra la fascia marcapiano si aprono altrettante finestre inquadrate da cornici, a sostegno di architravi in aggetto alternativamente decorati da piccole mensole; superiormente si eleva l'ultimo livello, con più piccole aperture incorniciate.
All'interno, raggiungibile attraverso un lungo androne coperto da una volta decorata, il cortile centrale è caratterizzato dall'elegante porticato con serliana centrale, sovrastato da loggiato, che si innalza sul lato dell'ingresso.
Il salone del piano nobile è interamente decorato con affreschi a grottesche, che, realizzati da Giuseppe Cavalli all'epoca della ricostruzione del palazzo, ricoprono le pareti e la volta a padiglione del soffitto.